# Gondolin
Gondolin est une ville du légendaire de l'écrivain britannique J. R. R. Tolkien. Elle a été fondée par Turgon au Premier Âge et est l'un des trois royaumes cachés des Elfes en Beleriand, avec Doriath et Nargothrond. Gondolin apparaît dans l'un des premiers écrits du légendaire, La Chute de Gondolin, publié dans Le Livre des contes perdus. Une version retravaillée mais incomplète de ce récit est publiée dans les Contes et légendes inachevés, sous le titre « De Tuor et de sa venue à Gondolin ». Enfin, la ville apparaît dans plusieurs chapitres du Silmarillion.

## Noms
Gondolin signifie « la Pierre Cachée » en sindarin, de gond « pierre » et dolen « caché ».
Le nom orthographié Gondolind pourrait aussi signifier « cœur du rocher caché », avec la racine ind,. En quenya la ville est nommée Ondolindë, « le Roc de la Musique des Eaux ».
Dans Le Livre des Contes Perdus, le chef de la garde de la Voie Cachée déclare :

« On dit et on chante : "Gondobar suis-je nommée et Gondothlimbar, Cité de Pierre et Cité de ceux qui Demeurent dans la Pierre ; Gondolin la Pierre de Chanson et Gwarestrin suis-je nommée, la Tour de Garde, Gar Thurion ou le Lieu Secret, car je suis cachée des yeux de Melkor ; mais ceux-là qui m'aiment le plus me nomment Loth, car telle une fleur je suis, même Lothengriol la fleur qui fleurit sur la plaine" »

— J. R. R. Tolkien, la Chute de Gondolin.

## Histoire
Le Vala Ulmo, Seigneur des Eaux, révéla l'emplacement de la vallée de Tumladen au seigneur Elfe Ñoldo Turgon dans un rêve. Guidé par Ulmo, Turgon partit de Nevrast et trouva la vallée, cachée par le Cercle de Montagnes, l'Echoriath, entre Dorthonion à l'est et le fleuve Sirion à l'ouest. Au centre de cette vallée se trouvait une colline, Amon Gwareth, sur laquelle Turgon décida de fonder une grande ville, en souvenir de Tirion sur la colline de Túna en Valinor. Gondolin était protégée par les montagnes ainsi que par les Aigles de Manwë et Morgoth ignorerait son emplacement.
Turgon et son peuple construisirent Gondolin en secret. Une fois la construction achevée, après deux cent cinquante ans, il emmena avec lui, afin de peupler Gondolin, tous les sujets qu'il avait à Nevrast : un tiers des Ñoldor qui suivaient Fingolfin et encore plus de Sindar.
L'emplacement de la cité était tenu secret, et ne pouvait être découvert par hasard :

« Néanmoins on dit que ceux qui l'avaient construite y avait placé une telle magie (avec l'aide d'Ulmo dont le pouvoir courait en cette eau même si l'horreur de Melko suivait ses rives) que nul être qui n'était du sang des Noldoli ne pouvait y survenir ainsi par chance. »

— J. R. R. Tolkien, la Chute de Gondolin.
En 316 P. A., Aredhel, sœur du roi Turgon, ne supportant plus l'isolement de la cité, quitta la ville. Elle fut découverte et épousée par l'Elfe Noir Eöl et lui donna un fils, Maeglin. En 400 P. A., profitant d'une absence de son mari, Aredhel s'enfuit avec son fils jusqu'à Gondolin. Eöl qui les poursuivait dans la cité essaya de tuer son fils, mais Aredhel s'interposa et mourut de sa blessure, tandis qu'Eöl était exécuté. Maeglin, neveu du roi, demeura dans la ville.
En 458 P. A. les Aigles amènent les Hommes Húrin et Huor. Après un séjour de plusieurs années, Turgon finit par les autoriser à quitter la ville à condition qu'ils gardent un secret absolu. Lors de la cinquième bataille du Beleriand, Nírnaeth Arnoediad, Húrin et Huor permettent aux habitants de Gondolin de fuir le champ de bataille avant que la défaite ne soit totale, permettant ainsi de conserver le secret de la ville. Capturé et torturé par Morgoth, Húrin refusa de divulguer son secret. Morgoth le maudit alors, lui et sa descendance, récit qui apparaît notamment dans Les Enfants de Húrin.
Quelques années après, le fils de Huor, Tuor, alla à Nevrast où Ulmo lui somma de se rendre à Gondolin car il pressentait qu'un danger menaçait la ville. Guidé par l'Elfe Voronwë, et protégé par la cape offerte par Ulmo, Tuor brava la Malédiction de Mandos pour entrer dans la ville et prévint le roi, qui ne tint pas compte de l'avertissement. Vivant dans la cité, et comblé par les faveurs du roi, Tuor finit par épouser sa fille, Idril Celebrindal, dont il eut un fils, le semi-elfe Eärendil.
Húrin fut alors libéré par Morgoth, après la mort de ses enfants Túrin et Nienor. Il voulut trouver refuge à Gondolin, mais Turgon lui refusa l'entrée, craignant qu'il n'ait cédé à Morgoth. Dans son désespoir, Húrin, se tournant vers l'emplacement de la cité pour maudire Turgon, révéla ainsi involontairement que la cité était dans les Echoriath. Morgoth envoya ses hommes, qui capturèrent Maeglin. Celui-ci, jaloux de Tuor, puisqu'il était lui-même amoureux d'Idril et avait espéré l'épouser, révéla au Vala le moyen de prendre la cité d'assaut.
La cité fut attaquée en 510 P. A. lors de la grande fête de l'Été où toute la ville était en allégresse. Les troupes de Morgoth, composées de Balrog, de dragons et d'Orques franchirent l'Echoriath et assiégèrent la cité. Maeglin tenta de tuer Eärendil en le précipitant dans le vide, mais ce dernier fut sauvé par son père, qui tua Maeglin. Glorfindel et Ecthelion de la Source tuèrent tous deux un balrog (mais sont également tués dans la bataille), tandis qu'une partie des habitants, parmi lesquels Idril, Tuor et Eärendil, s'enfuyaient par la passe de Cirith Thoronath (« Col des Aigles ») au nord.
Même longtemps après la chute de la cité il reste des traces de Gondolin. Notamment les épées Elfique, Orcrist, Glamdring et Dard (bien que celle-ci ne sera nommée que lors du Troisième Âge par Bilbo Bessac).

## Habitants
Les Gondothlim, habitants de Gondolin étaient des Elfes du peuple de Turgon à Nevrast, c'est-à-dire des Ñoldor essentiellement, mais aussi quelques Sindar.
Dans la description des Contes perdus, Gondolin était divisée en douze Maisons, avec chacune son chef.
| Nom                                             | Chef       | Blason | Blason                                                | Description |
| ----------------------------------------------- | ---------- | ------ | ----------------------------------------------------- | --- |
| Bar-en-Alphram, « la Maison de l'Aile Blanche » | Tuor       |        | Aile de cygne sur champ azur.                         | C'est la maison des gardes de Tuor, la plus petite. |
| « Maison de la Taupe »                          | Maeglin    |        | Champ de sable sans emblème                           | Maison des mineurs loyaux à Maeglin. Leurs armes étaient noires et sans emblème, tout comme l'écu de Morgoth.                                                                        |
| Bar-en-Duilin, « Maison de l'Hirondelle »       | Duilin     |        | Pointe de flèche d'argent sur champ azur              | Cette maison comprenait les meilleurs archers de Gondolin. |
| Maison de l'Arche Céleste                       | Egalmoth   |        |                                                       | C'étaient des gens riches, aimant les pierres précieuses, et des archers. |
| Maison du Pilier                                | Penlod     |        | Colonne sur fond rouge                                | On n'en sait pas beaucoup sur cette maison, si ce n'est qu'elle était dirigée par Penlodh.                                                                                           |
| Maison de la Tour de Neige                      | Penlod     |        | Un glacier                                            | Cette maison était également dirigée par Penlodh, tout comme la Maison du Pilier. |
| Bar-en-Galadh, « Maison de l'Arbre »            | Galdor     |        | Arbre semblable à celui du Gondor                     | Les membres de cette maison étaient vêtus de vert. |
| Bar-en-Lothglor, « Maison de la Fleur d'Or »    | Glorfindel |        | Fleur d'or sur champ sinople.                         | La maison était dirigée par Glorfindel, qui fut tué par un Balrog lors de la chute de la ville, mais qui fut autorisé par Mandos à revenir en Terre du Milieu dans son propre corps. |
| Bar-en-Eithel, « Maison de la Fontaine »        | Ecthelion  |        | Fontaine répandant son eau                            | Cette maison défendait la septième porte de Gondolin. |
| « Maison de la Harpe »                          | Salgant    |        | Harpe d'argent sur champ de sable.                    | C'étaient des guerriers courageux, bien que leur chef, suivant de Maeglin, soit un lâche.                                                                                            |
| Bar-en-Damba, « Maison du Marteau de Colère »   | Rog        |        | Enclume frappée par un marteau lançant des étincelles | Forgerons et artisans qui se battaient avec des masses. |
| Bar-en-Aran, « Maison du Roi »                  | Turgon     |        | La Lune, le Soleil, et le cœur vermeil                | Maison la plus importante de Gondolin, composée de la famille royale et de leurs suivants.                                                                                           |

## Description
Lorsque Tuor et Voronwë découvrent Tumladen, il est décrit :

« Ils se trouvaient au pied de collines escarpées, et ces collines formaient un vaste cercle dans lequel s'étendait une large plaine, et placé au-dedans, pas exactement en plein milieu mais plutôt plus près de l'endroit où ils se tenaient, était une grande colline dont le sommet était nivelé, et sur ce sommet s'élevait une cité dans la lumière nouvelle du matin. »

— J. R. R. Tolkien, la Chute de Gondolin.
La cité était protégée par sept portes, toutes constamment gardées ; en entrant à Gondolin, l'on franchissait successivement les portes de bois, de pierre, de bronze, de fer, d'argent, d'or et d'acier.

## Création et évolution
La première mention de Gondolin intervient dans le conte Tuor et les Exilés de Gondolin, plus connu sous le nom de La Chute de Gondolin, que Tolkien écrivit en 1917, pendant une permission sur le front de la Somme en France. Christopher Tolkien indique d'ailleurs que les Sept Noms de la cité se trouvent inscrits au dos d'une circulaire militaire. Une partie du texte premier a été révisée en profondeur peu après, avant d'être retranscrite au propre une première fois par Edith Tolkien, puis par deux fois, notamment en 1920, en prévision de la lecture du conte devant l'Exeter College. Dans cette première version, Christopher note que l'approche de Tuor, de la porte de Gondolin, même si elle est similaire au texte ultérieur, présente des descriptions moins complètes. Comme il le précise, la conception est alors très simple : « une plaine, un cirque montagneux [...] et un tunnel traversant [l]es montagnes ». Dans la version révisée, le tunnel est parsemé par les Sept Portes, la septième permettant d'apercevoir la cité.
À partir de là, la description de la cité est restée stable jusqu'à sa réécriture en 1951. Ainsi que le précise Christopher, « la seule réelle différence [...] concerne les Arbres de Gondolin. », qui d'arbres réels, deviennent des représentations en métal dans Le Silmarillion. La destruction de Gondolin n'existe que dans le récit des Contes Perdus, mais permet d'avoir « représentation très claire [...] d'une ville, avec ses marchés, et ses grandes places » dont les textes ultérieurs sont dépourvus.

## Critique et analyse
Pour David Bratman, Kôr, cité elfique bâtie sur une colline, est le modèle archétypal dont dérivent toutes les autres villes du légendaire, parmi lesquelles Gondolin.
La ville rappelle également le roman King Solomon's Mines de Henry Rider Haggard (1856–1925) : en effet, le royaume de Kukuanas y est caché dans les montagnes, tout comme Gondolin est cachée dans les Echoriath. La ville rappelle également la cité du roi de Faërie du poème allitératif en moyen anglais Sir Orfeo : bâtie sur une plaine verte (v. 353), on y accède par un long passage souterrain, comme le chemin caché de Gondolin.

## Adaptations et héritages
Les récits dans lesquels Gondolin apparaît n'ont pas été adaptés cinématographiquement. La ville a néanmoins inspiré les dessinateurs, comme Alan Lee, John Howe ou Ted Nasmith.
J. R. R. Tolkien réalisa lui-même un dessin au crayon de Gondolin en septembre 1928. Ce dessin fut colorisé par H. E. Riddett et publié dans The Silmarillion Calendar 1978,.
Le groupe irlandais Cruachan a fait une chanson intitulée The Fall of Gondolin.